# Алирзаев, Али Ганбарали оглы
Али Ганбарали оглы Алирзаев (азерб. Əli Qənbərəli oğlu Əlirzayev; род. 31 марта 1945 году, Нехрам, Бабекский район, Азербайджанская ССР) — государственный и политический деятель. Депутат Милли меджлиса Азербайджанской Республики I и II созывов. Доктор экономических наук, профессор. Заслуженный деятель науки Азербайджана.

## Биография
Родился Али Алирзаев 31 марта 1945 году в посёлке Нехрам, ныне Бабекского района Республики Азербайджан, в многодетной семье учителя. В 1963 году поступил на факультет математических машин и механизмов в Азербайджанский политехнический институт. Во время учёбы работал на Бакинском заводе нефтяного машиностроения имени Бюни Сардарова. В 1968 году окончил обучение в институте. В 1973 году защитил диссертацию на соискание степени кандидата наук, а в 1985 году докторскую диссертацию в Московском центральном институте экономической математики. Доктор экономических наук, профессор, заслуженный деятель науки.
Работал младшим научным сотрудником, старшим научным сотрудником, заведующим отделом в Институте экономики Национальной Академии Наук Азербайджана, проректором по научной работе в Азербайджанскомгосударственном экономическом Университете, заведующим кафедрой в Нахичеванском государственном университете. Профессор и заведующий кафедрой экономики и управления социальной сферы Азербайджанского государственного экономического университета.
С 1997 по 2005 годы был депутатом I и II созывов Национального собрания Азербайджана. В парламенте работал заместителем председателя комиссии по экономической политике. Является автором более 500 научных работ, в том числе многочисленных монографий, учебников и учебных пособий. Руководил 50 аспирантами, подготовил двух докторов наук.
Женат, воспитал троих детей.

## Награды
Был удостоен:
- премия "Угур" (2000),
- заслуженный деятель науки Азербайджана (2002),
- золотая медаль "Лучший ученый-патриот-исследователь" решением наградной комиссии Европейского издательского дома (2016).